# 1952년 대한민국 재보궐선거
1952년 대한민국 재보궐선거는 1952년에 치러진 대한민국의 재보궐선거이다. 1952년 2월 5일 선거가 치러졌다.

## 개요
- 선거일: 1952년 2월 5일
- 선거 내용: 총 8개 선거구
  - 국회의원: 8명

## 선거구역 및 사유

### 국회의원
| 직책     | 정당 | 정당       | 전임자 | 선거구         | 선거 사유 | 선거 종류 | 비고 |
| -------- | ---- | ---------- | ------ | -------------- | --------- | --------- | ---- |
| 국회의원 |      | 무소속     | 이긍종 | 충남 연기군    | 사망      | 보궐선거  |      |
| 국회의원 |      | 대한국민당 | 김명동 | 충남 공주군 을 | 사망      | 보궐선거  |      |
| 국회의원 |      | 일민구락부 | 이종린 | 충남 서산군 갑 | 사망      | 보궐선거  |      |
| 국회의원 |      | 무소속     | 최윤호 | 전북 김제군 을 | 사망      | 보궐선거  |      |
| 국회의원 |      | 무소속     | 김홍용 | 전남 담양군    | 사망      | 보궐선거  |      |
| 국회의원 |      | 민주국민당 | 이판열 | 전남 구례군    | 사망      | 보궐선거  |      |
| 국회의원 |      | 무소속     | 권오훈 | 경북 달성군    | 사망      | 보궐선거  |      |
| 국회의원 |      | 무소속     | 최원봉 | 경남 부산시 무 | 사망      | 보궐선거  |      |

## 개표 결과
- 총선거인수:
- 총투표자수:
- 투표율:
- 정당별 당선자수
  - 자유당: 3명
  - 대한국민당: 2명
  - 대한청년단: 1명
  - 대한노동총연맹: 1명

## 당선자

### 국회의원
| 선거구         | 정당 | 정당           | 당선자 | 득표수 | 득표율 | 비고 |
| -------------- | ---- | -------------- | ------ | ------ | ------ | ---- |
| 충남 연기군    |      | 무소속         | 이범승 |        |        |      |
| 충남 공주군 을 |      | 대한국민당     | 윤치영 |        |        |      |
| 충남 서산군 갑 |      | 자유당         | 김제능 |        |        |      |
| 전북 김제군 을 |      | 대한청년단     | 최주일 |        |        |      |
| 전남 담양군    |      | 자유당         | 김문용 |        |        |      |
| 전남 구례군    |      | 자유당         | 이한창 |        |        |      |
| 경북 달성군    |      | 대한국민당     | 배은희 |        |        |      |
| 경남 부산시 무 |      | 대한노동총연맹 | 전진한 |        |        |      |

## 선거 결과

### 국회의원
| 선거구         | 정당 | 정당       | 전임자 | 정당 | 정당           | 당선자 |
| -------------- | ---- | ---------- | ------ | ---- | -------------- | ------ |
| 충남 연기군    |      | 무소속     | 이긍종 |      | 무소속         | 이범승 |
| 충남 공주군 을 |      | 대한국민당 | 김명동 |      | 대한국민당     | 윤치영 |
| 충남 서산군 갑 |      | 일민구락부 | 이종린 |      | 자유당         | 김제능 |
| 전북 김제군 을 |      | 무소속     | 최윤호 |      | 대한청년단     | 최주일 |
| 전남 담양군    |      | 무소속     | 김홍용 |      | 자유당         | 김문용 |
| 전남 구례군    |      | 민주국민당 | 이판열 |      | 자유당         | 이한창 |
| 경북 달성군    |      | 무소속     | 권오훈 |      | 대한국민당     | 배은희 |
| 경남 부산시 무 |      | 무소속     | 최원봉 |      | 대한노동총연맹 | 전진한 |

## 같이 보기
- 대한민국 제2대 총선
- 1952년 대한민국 지방 선거
- 대한민국 제2대 대통령 선거